# Bahnstrecke Otiria–Okaihau
| Bahnhof Otiria, um 1930 |                   |                                         |                                         |
| Streckenlänge: | 39,5 km           |                                         |                                         |
| Spurweite: | 1067 mm (Kapspur) |                                         |                                         |
| |                   |                                         |                                         |
| \| \| \| Bahnstrecke Auckland–Opua von Opua \| \| \| \| 0,00 \| Otiria \| Otiria \| \| \| \| Bahnstrecke Auckland–Opua nach Auckland \| \| \| \| 0,30 \| Holzverladung \| Holzverladung \| \| \| 2,86 \| Kawiti Ballast Pit \| Kawiti Ballast Pit \| \| \| 5,23 \| Kawiti \| Kawiti \| \| \| 6,88 \| Cameron’s Crossing \| Cameron’s Crossing \| \| \| 9,50 \| Ngapipito \| Ngapipito \| \| \| 16,69 \| Rakautao \| Rakautao \| \| \| 22,08 \| Ngapuhi \| Ngapuhi \| \| \| 26,20 \| Kaikohe \| Kaikohe \| \| \| \| Tunnel Nr. 1 \| \| \| \| 35,08 \| Lake Omapere Road Crossing \| Lake Omapere Road Crossing \| \| \| 39,52 \| Okaihau \| Okaihau \| \| \| \| Tunnel Nr. 2 \| (nördlichster Eisenbahntunnel) \| \| \| \| Rangiahua nie in Betrieb \| \| \| \| \| \| \| \| Quellen: [1] \| \| \| \| |                   |                                         |                                         |
| Strecke (außer Betrieb) |                   | Bahnstrecke Auckland–Opua von Opua      | Bahnstrecke Auckland–Opua von Opua      |
| Betriebs-/Güterbahnhof Strecke bis hier außer Betrieb | 0,00              | Otiria                                  | Otiria                                  |
| Abzweig geradeaus und nach links |                   | Bahnstrecke Auckland–Opua nach Auckland | Bahnstrecke Auckland–Opua nach Auckland |
| Abzweig ehemals geradeaus und nach links | 0,30              | Holzverladung                           | Holzverladung                           |
| Bahnhof (Strecke außer Betrieb) | 2,86              | Kawiti Ballast Pit                      | Kawiti Ballast Pit                      |
| Bahnhof (Strecke außer Betrieb) | 5,23              | Kawiti                                  | Kawiti                                  |
| Bahnhof (Strecke außer Betrieb) | 6,88              | Cameron’s Crossing                      | Cameron’s Crossing                      |
| Bahnhof (Strecke außer Betrieb) | 9,50              | Ngapipito                               | Ngapipito                               |
| Bahnhof (Strecke außer Betrieb) | 16,69             | Rakautao                                | Rakautao                                |
| Bahnhof (Strecke außer Betrieb) | 22,08             | Ngapuhi                                 | Ngapuhi                                 |
| Bahnhof (Strecke außer Betrieb) | 26,20             | Kaikohe                                 | Kaikohe                                 |
| Tunnel (Strecke außer Betrieb) |                   | Tunnel Nr. 1                            | Tunnel Nr. 1                            |
| Bahnhof (Strecke außer Betrieb) | 35,08             | Lake Omapere Road Crossing              | Lake Omapere Road Crossing              |
| Bahnhof (Strecke außer Betrieb) | 39,52             | Okaihau                                 | Okaihau                                 |
| Tunnel (Strecke außer Betrieb) |                   | Tunnel Nr. 2                            | (nördlichster Eisenbahntunnel)          |
| Kopfbahnhof Streckenende (Strecke außer Betrieb) |                   | Rangiahua nie in Betrieb                | Rangiahua nie in Betrieb                |
| |                   |                                         |                                         |
| Quellen: |                   |                                         |                                         |

Die Bahnstrecke Otiria–Okaihau (englisch: Okaihau Branch, auch: Kaikohe Branch und Rangiahua Branch) war eine Nebenbahn der Bahnstrecke Auckland–Opua, die in Otiria abzweigte. Sie war die nördlichste Bahnstrecke Neuseelands und sollte bis Kaitaia führen. Der Abschnitt bis Okaihau eröffnete 1923 und wurde 1987 geschlossen.

## Bau
Vorschläge für den Bau einer Bahnstrecke nach Kaitaia und in den Far North District bestanden bereits in den 1870er Jahren, aber erst 1909 wurden Vorerkundungen in Angriff genommen. 1910 begannen die Bauarbeiten. Die Strecke von Opua wurde 1911 über Otiria hinaus eröffnet und war später der nördlichste Abschnitt der Bahnstrecke Auckland–Opua. Am 1. Mai 1914 ging der erste Abschnitt der Bahnstrecke Otiria–Okaihau bis Kaikohe in Betrieb. Die nächsten 2 Jahre – bedingt durch den Ausbruch des Ersten Weltkriegs – kam der Bau des nächsten Abschnitts kaum voran, 1916 bis 1919 ruhte er ganz. Nach Wiederaufnahme der Arbeiten wurde die Strecke am 29. Oktober 1923 bis Okaihau fertiggestellt.
Der Vorschlag lautete, die Strecke von Okaihau nach Rangiahua, nahe dem Hokianga Harbour, zu führen. Über die Streckenführung bis Kaitaia gab es eine Kontroverse. Entweder sollte die Trasse einer 30 km langen Strecke mit zwei Tunneln durch die Maungataniwha Range folgen, oder auf einer etwa 10 km längeren Strecke ohne Tunnel um das Gebirge herumgeführt werden. Eine 1921 eingesetzte Kommission sprach sich gegen eine Fortführung der Strecke über Okaihau hinaus aus. 1923 wurde ein Kompromiss erzielt und Rangiahua als nördlicher Endpunkt festgelegt. Das Public Works Department – die Staatsbaubehörde – nahm die Arbeiten wieder auf, kam jedoch nur langsam voran. Während der Weltwirtschaftskrise in den frühen 1930er Jahren wurden die Arbeiten eingestellt, obwohl die Strecke bereits nahezu vollendet war. Neuseelands nördlichster Eisenbahntunnel war fertiggestellt, ebenso der Bahnhof in Rangiahua. Hier fehlte nur noch das Empfangsgebäude selbst.
1936 führte ein Regierungswechsel zu einer Neubewertung der Strecke von Okaihau nach Rangiahau und es kam zum Beschluss, sie in Kaitaia enden zu lassen. Die steile Strecke hinunter nach Rangiahua wurde als nicht besonders nützlich angesehen und war von Erdrutschen bedroht. Die Strecke wurde daher in Okaihau am State Highway 1 beendet. Während des Zweiten Weltkrieges wurden die bereits jenseits von Okaihau verlegten Schienen für anderweitigen Gebrauch demontiert.

## Betrieb
Obwohl sich Kaikohe als Dienstleistungszentrum für den Far North etabliert hatte, war das Verkehrsaufkommen gering. In den ersten 10 Monaten wurden nur etwa 1.500 Tonnen Fracht Richtung Kaikohe und etwa die Hälfte in umgekehrter Richtung transportiert. Ein weiterer Rückgang führte dazu, dass 1918 das Bahnhofspersonal in Kaikohe abgezogen wurde. Das Verkehrsangebot war minimal. Während sich die Verluste bis 1930 weiter erhöhten, verbesserten sich die Verhältnisse in um 1940. 1950 gab es genug Verkehrsaufkommen für 6 Zugpaare pro Woche. Zwei waren Güterzüge, vier waren gemischte Züge. Die Bahnhöfe Kaikohe und Okaihau waren Lokomotivbahnhöfe und mit Personal besetzt.
Als im November 1956 Dieseltriebwagen der Baureihe RM mit 88 Sitzplätzen den bis dahin lokomotivbespannte Northland Express ersetzten, fuhren diese bis Okaihau und nicht nach Opua, wie das der Northland Express zuvor getan hatte. Der gut genutzte Triebwagenverkehr wurde im Juli 1967 wegen technischer Probleme mit den Triebwagen eingestellt. Die nun wieder eingesetzten gemischten Züge nutzten ältere Fahrzeuge und hatten längere Fahrtzeiten. In der Folge sank die Nachfrage deutlich. Der Personenverkehr endete am 21. Juni 1976.
1977 wurde der Straßentransport in Neuseeland liberalisiert und Verlagerungen von Güterverkehr auf die Straße machten den Betrieb der Strecke unwirtschaftlich. Der planmäßige Güterverkehr wurde am 12. August 1983 eingestellt. Bis zum 1. November 1987 war noch Bedarfsverkehr möglich, anschließend wurde die Strecke stillgelegt.

## Die Strecke heute
Nach der Schließung behielt die New Zealand Railways Corporation das Eigentum an der Trasse, um die Bahn bei einer forstwirtschaftlichen Entwicklung in der Region wieder in Betrieb nehmen zu können. Ein Teil des Oberbaus war in den 1990er Jahren noch vorhanden. Die meisten Schienen und Brücken wurden später demontiert. Pfeiler und Gegenlager der Brücken sind teilweise noch vorhanden. Eine Laderampe und Schienen unter einem Bunker sind in Kaikohe noch zu sehen, in Okaihau das Bahnhofsgelände, der Bahnsteig und der Tunnel. In Rangiahua führt der State Highway 1 zwischen einer Laderampe und dem Bahnsteig anstelle der Schienen durch das Bahnhofsgelände. Über weite Abschnitte der Trasse ist die Streckenführung gut durch Bahndämme und Einschnitte erkennbar.
Es gibt ein Projekt des Kaikohe Rau Marama Community Trust, die Trasse zwischen Okaihau und Kaikohe als Wander- und Radwanderstrecke zu nutzen, wie dies auch beim Otago Central Rail Trail und dem Little River Rail Trail auf der Südinsel geschah. Dies wäre ein erster Schritt zu einem Rail Trail weiter bis zur Bay of Islands Vintage Railway in Kawakawa.

## Wissenswert
Folk-Sänger Peter Cape schrieb in den 1950er Jahren das Lied The Okaihau Express über den Zug auf der Strecke, der nur aus einer Dampflok, einem einzigen Personenwagen und einem Begleitwagen für das Personal bestand.